# Durağan
Durağan ist eine Stadt und Hauptort des gleichnamigen Landkreises (İlçe) in der türkischen Provinz Sinop. Der Ort liegt etwa 70 Kilometer (110 Straßenkilometer) südlich der Provinzhauptstadt Sinop. Am 10. März 1955 wurde Durağan zur Belediye (Gemeinde) erhoben.

## Geografie
Der Landkreis liegt im Südosten der Provinz. Er grenzt im Westen an die Kreise Saraydüzü und Boyabat, im Norden an den Kreis Dikmen sowie im Osten und Süden an die Provinz Samsun. Im Südwesten durchquert die Fernstraße D030 die Stadt und den Kreis, die von Karabük im Westen bis Taşova im Südosten führt. Außerdem ist die Stadt über Landstraßen im Norden mit Dikmen, im Südwesten mit Saraydüzü und im Nordosten mit Alaçam in der Provinz Samsun verbunden.
Entlang der südlichen Grenze zur Provinz Samsun fließt der Kızılırmak, der zum Stausee Altınkaya Barajı aufgestaut ist. Im Südwesten reicht ein Teil des Boyabat Barajı in den Kreis. Der Gökırmak fließt, von Westen kommend, durch Durağan und mündet etwa fünf Kilometer östlich davon in den Kızılırmak. Etwa sieben Kilometer westlich der Stadt mündet von Südwesten der Asarcık Çayı in den Gökırmak.
Durch den Landkreis zieht sich der östliche Teil des Gebirges Küre Dağları mit den Erhebungen Kunduzçal Tepesi (1116 Meter) und Kara Tepe (1040 Meter) im Osten und Soyuk Tepesi (1456 Meter) im Norden.

## Verwaltung
Der Landkreis wurde 1954 aus dem östlichen Teil des Kreises Boyabat gebildet (Gesetz Nr. 6324). Hierbei wurden der bisherige komplette Bucak bzw. der Nahiye Durağan mit 51 Ortschaften sowie zwei Ortschaften aus dem Bucak/Nahiye Kızıloğlan aus dem Kreis abgespalten. Beim ersten Zensus nach der Selbständigkeit hatte der neue Kreis 23.103 Einwohner (in 53 Ortschaften und 711 Einwohner in der Kreisstadt).
Ende 2020 bestand der Kreis neben der Kreisstadt aus 69 Dörfern (Köy) mit durchschnittlich 144 Bewohnern. Die Palette der Einwohnerzahlen reicht von 559 (Olukbaşı) bis 32 (Çaltucak). 25 Dörfer haben mehr Einwohner als der Durchschnitt. Das Dorf Yandak ist seit 2018 eine Mahalle der Kreisstadt. Die Bevölkerungsdichte des Kreises liegt bei 18,0 Einw. je km², was etwas über der Hälfte des Provinzwertes (von 37,9) entspricht.

## Sehenswürdigkeiten
In der Stadt liegt die seldschukische Karawanserei Durağan Hanı.

## Persönlichkeiten
- Metin Tuğlu (* 1984), türkischer Fußballspieler